# Tomás Lopes de Camargo
Tomás Lopes de Camargo foi um sertanista natural de São Paulo, foi um dos fundadores de Ouro Preto, pois estava na bandeira do Padre João de Faria Fialho.
Silva Leme descreve sua família no volume Vol I - pág. 181 e pág. 246 (Título Camargos) da sua «Genealogia Paulistana». Minerou algum tempo no Ribeirão do Carmo, e em 1701 com outros sertanistas, seguiu rumo ao norte, encontrando ribeiro aurífero onde se estabeleceu: nasceu assim o arraial dos Camargos, atual distrito de Mariana, Minas Gerais. Esta povoação tinha importância regional na época do segundo império brasileiro, ali se situando inclusive a Chácara do Tesoureiro, propriedade rural de Manuel Teixeira de Sousa, primeiro Barão de Camargos, que ali mantinha plantações de chá com grande produção comercial. A localidade foi visitada, neste contexto, pelo explorador inglês Sir Richard Francis Burton, então no serviço diplomático da Coroa Britânica, conforme relato seu no livro "Travel to the Brazilian Highlands".
Era filho de Fernando Ortiz de Camargo o Moço casou em São Paulo com Paula da Costa Pais, filha de Martinho Pais de Linhares. Morreu em São Paulo onde foi inventariado em 1756.